# Вернон (Каліфорнія)
Вернон (англ. Vernon) — місто (англ. city) в США, в окрузі Лос-Анджелес штату Каліфорнія. Населення — 222 особи (2020). Це найменший показник чисельності серед включених міст всієї Південної Каліфорнії. Велику частину території міста займають різні промислові підприємства. Саме тому девіз, написаний на гербі міста, звучить: «Виключно промислове» (англ. Exclusively Industrial).

## Географія
Вернон розташований за координатами 34°0′4″ пн. ш. 118°12′39″ зх. д. / 34.00111° пн. ш. 118.21083° зх. д. (34.001123, -118.210869).  За даними Бюро перепису населення США в 2010 році місто мало площу 13,36 км², з яких 12,88 км² — суходіл та 0,48 км² — водойми.
Місто розташоване за вісім кілометрів на південь від Лос-Анджелеса. На території Вернона розташовано численні промислові підприємства, тож екологічна ситуація в місті є складною, тут немає жодного парку і навіть трава зустрічається доволі рідко.

## Демографія
Згідно з переписом 2010 року, у місті мешкало 112 осіб у 28 домогосподарствах у складі 22 родин. Густота населення становила 8 осіб/км².  Було 29 помешкань (2/км²).
Расовий склад населення:
| - 88,4 % — білих - 3,6 % — чорних або афроамериканців - 1,8 % — азіатів - 6,3 % — осіб інших рас |

До двох чи більше рас належало 0,0 %. Частка іспаномовних становила 42,9 % від усіх жителів.
За віковим діапазоном населення розподілялося таким чином: 18,7 % — особи молодші 18 років, 68,8 % — особи у віці 18—64 років, 12,5 % — особи у віці 65 років та старші. Медіана віку мешканця становила 36,5 року. На 100 осіб жіночої статі у місті припадало 96,5 чоловіків;  на 100 жінок у віці від 18 років та старших — 97,8 чоловіків також старших 18 років.
Середній дохід на одне домашнє господарство  становив 128 638 доларів США (медіана — 61 250), а середній дохід на одну сім'ю — 138 442 долари (медіана — 42 500). Медіана доходів становила 20 417 доларів для чоловіків та 41 875 доларів для жінок. За межею бідності перебувало 2,4 % осіб, у тому числі 0,0 % дітей у віці до 18 років та 0,0 % осіб у віці 65 років та старших.
Цивільне працевлаштоване населення становило 20 осіб. Основні галузі зайнятості: оптова торгівля — 35,0 %, інформація — 15,0 %, сільське господарство, лісництво, риболовля — 10,0 %.
За даними 2006 року, близько 44 000 осіб, що працюють у Верноні, живуть за межами міста.